# شوارع النار
شوارع النار (بالإنجليزية: Streets of Fire)‏ هو فيلم نيو-نوار موسيقي أمريكي من إخراج والتر هيل وبطولة مايكل باري، دايان لاين، ريك مورانيس، إيمي ماديجان وويليم دافو، صدر الفيلم في 1 يونيو 1984.

## روابط خارجية
شوارع النار على موقع IMDb (الإنجليزية)
- شوارع النار على موقع ميتاكريتيك (الإنجليزية)
- شوارع النار على موقع روتن توميتوز (الإنجليزية)
- شوارع النار على موقع نتفليكس (الإنجليزية)
- شوارع النار على موقع ألو سيني (الفرنسية)
- شوارع النار على موقع Turner Classic Movies (الإنجليزية)
- شوارع النار على موقع أول موفي (الإنجليزية)
- شوارع النار على موقع بوكس أوفيس موجو (الإنجليزية)
- شوارع النار على موقع فيلمافينيتي (الإسبانية)
- شوارع النار على موقع قاعدة بيانات الأفلام السويدية (السويدية)